# Żabieniec (Garwolin)
Pour les articles homonymes, voir Żabieniec.
Żabieniec (prononciation : [ʐaˈbjɛɲɛt͡s]) est un village polonais de la gmina de Parysów dans le powiat de Garwolin de la voïvodie de Mazovie dans le centre-est de la Pologne.
Il se situe à environ 3 kilomètres au sud-ouest de Parysów (siège de la gmina), 6 kilomètres au nord de Garwolin (siège du powiat) et à 54 kilomètres au sud-est de Varsovie (capitale de la Pologne).

## Histoire
De 1975 à 1998, le village appartenait administrativement à la voïvodie de Siedlce.